# Irreligiosità in Africa
L'irreligiosità in Africa, che comprende l'ateismo così come l'agnosticismo, l'umanesimo secolare e in generale il secolarismo è stato stimato in decine di milioni di persone in diversi sondaggi. Mentre le religioni predominanti nel continente africano sono l'Islam e il Cristianesimo, molti gruppi ed individui praticano ancora le loro credenze tradizionali (vedi religioni africane). Nonostante questo la popolazione irreligiosa è notevole, soprattutto in Sudafrica, dove il 15,1% degli abitanti si definisce irreligioso e in Botswana ove il 20% dell'intera popolazione si considera non religiosa.

## Storia
Fonti che parlano dell'irreligiosità in Africa sono state datate a diversi millenni di anni fa. Altre fonti hanno fatto notare che molte tra le filosofie africane, come quella degli Ubuntu, sono radicate in un quadro laico-umanistico. Nel corso degli anni '50 e '60 del XX secolo l'irreligiosità in Africa è divenuta sempre più diffusa tra le classi colte nonché tra gli esponenti del comunismo, del socialismo e dei movimenti anti-coloniali che hanno presto guadagnato influenza sul continente.

## Demografia
Le più vaste popolazioni tra quelle che si dichiarano irreligiose in Africa si trovano nell'Africa australe in paesi come il Sudafrica, il Mozambico e il Botswana; mentre anche l'irreligiosità in Ghana è stata oggetto di alcuni studi.

## Tendenze
In tandem con l'aumento dell'irreligiosità in tutto il mondo, la popolazione che ha dichiarato la propria non-religiosità in Africa è stata notata essere come in continua crescita.

## Esempi di persone famose irreligiose africane
- Aliaa Magda Elmahdy, giovane femminista egiziana.
- Barack Obama, Sr., economista keniano e padre del presidente degli Stati Uniti Barack Obama.
- Kacem El Ghazzali, attivista marocchino[6].
- Kareem Amer, blogger egiziano e attivista politico.
- Kingunge Ngombale-Mwiru, politico veterano della Tanzania[7].
- Leo Igwe, attivista nigeriano per i diritti umani[8].
- Maikel Nabil Sanad, blogger egiziano e attivista politico[9].
- Nadine Gordimer, attivista dell'African National Congress e scrittrice.
- Ronnie Kasrils, attivista sudafricano anti-apartheid.
- Samora Machel, leader socialista e presidente del Mozambico.
- Seun Kuti, musicista nigeriano[10].
- Tai Solarin, scrittore nigeriano ed educatore[11].
- Wole Soyinka, scrittore nigeriano e vincitore del Premio Nobel per la letteratura[12].
- Kateb Yacine, scrittore algerino e drammaturgo.
- Zackie Achmat, regista ed attivista sudafricano anti-apartheid e per i diritti LGBT.